# Bergbulten
Bergbulten är en ö nära Stenskär i Nagu,  Finland. Den ligger i Skärgårdshavet i Pargas stad i den ekonomiska regionen  Åboland i landskapet Egentliga Finland, i den sydvästra delen av landet. Ön ligger omkring 3 kilometer norr om Stenskär, 13 kilometer sydost om Nagu kyrka, 40 kilometer söder om Åbo och omkring 160 kilometer väster om Helsingfors. Närmaste allmänna förbindelse är förbindelsebryggan vid Grötö som trafikeras av M/S Nordep och M/S Cheri.
Öns area är 2,2 hektar och dess största längd är 260 meter i öst-västlig riktning.